# Ніжинський державний університет імені Миколи Гоголя
Ні́жинський держа́вний університе́т і́мені Мико́ли Го́голя  — заклад вищої освіти IV рівня, що розташований у м. Ніжин, Чернігівської області.

## Історія
На початку XIX століття український поміщик, князь Ілля Андрійович Безбородько, виконуючи волю померлого брата Олександра Андрійовича Безбородька, почав будувати Ніжинську гімназію вищих наук, місцем для останньої було обрано садибу Безбородьків на правому березі Остра в місті Ніжині.
Головний навчальний корпус будував (1805—1817 pp.) академік архітектури Луїджі Руска (італ. Luigi Rusca), і 1820 року відбулося урочисте відкриття гімназії, за статутом прирівняної до університету. У Росії на той час подібними закладами були: Царськосельський (Петербург) та Рішельєвський (Одеса) ліцеї.
- 1805, 25 липня. — Царський сенат прийняв постанову про заснування і будівництво в Ніжині Гімназії вищих наук князя Безбородька.
- 1806, 23 березня. Міністр народної освіти подав на розгляд Головного управління училищ план будівництва Гімназії.
- 1815 Граф О. Г. Кушелєв-Безбородько подарував Гімназії книгозбірню, близько 1900 томів, що лягла в основу майбутньої наукової бібліотеки.
- 1820 — Ніжинська гімназія вищих наук, загальноосвітня, 6 років навчання.
Надавала широку гуманітарну освіту дітям дворян та духовенства.
- 1832 — у зв'язку зі «Справою про вільнодумство» були звільнені прогресивно налаштовані професори, а гімназія перетворена на Фізико-математичний ліцей, 3 роки навчання.
- 1835 — вперше серед вузів Лівобережної України зародився аматорський театр.
- 1840 — Юридичний ліцей, 3 роки навчання.
- 1875 — Історико-філологічний інститут князя Безбородька.

|                                                       |  |  |
| Ювілейна монета НБУ присвячена унівеситети ім. Гоголя |  |  |

- 1909 — на території інституту встановлено погруддя Миколи Гоголя.
- 1918, вересень — Павло Скоропадський затвердив ухвалений Радою міністрів закон про проголошення історико-філологічного інституту князя Безбородька в Ніжині державною вищою школою України.
- 1920 — Інститут народної освіти.
- 1934 — Педагогічний інститут.
- 1939 — Ніжинський державний педагогічний інститут імені М. В. Гоголя.[3]
- 1998, 4 вересня. Кабінет Міністрів України прийняв розпорядження (№ 1381) «Про створення Ніжинського державного педагогічного університету імені Миколи Гоголя».
- 15 жовтня 2004 — Ніжинський державний університет імені Миколи Гоголя.

## Старий корпус

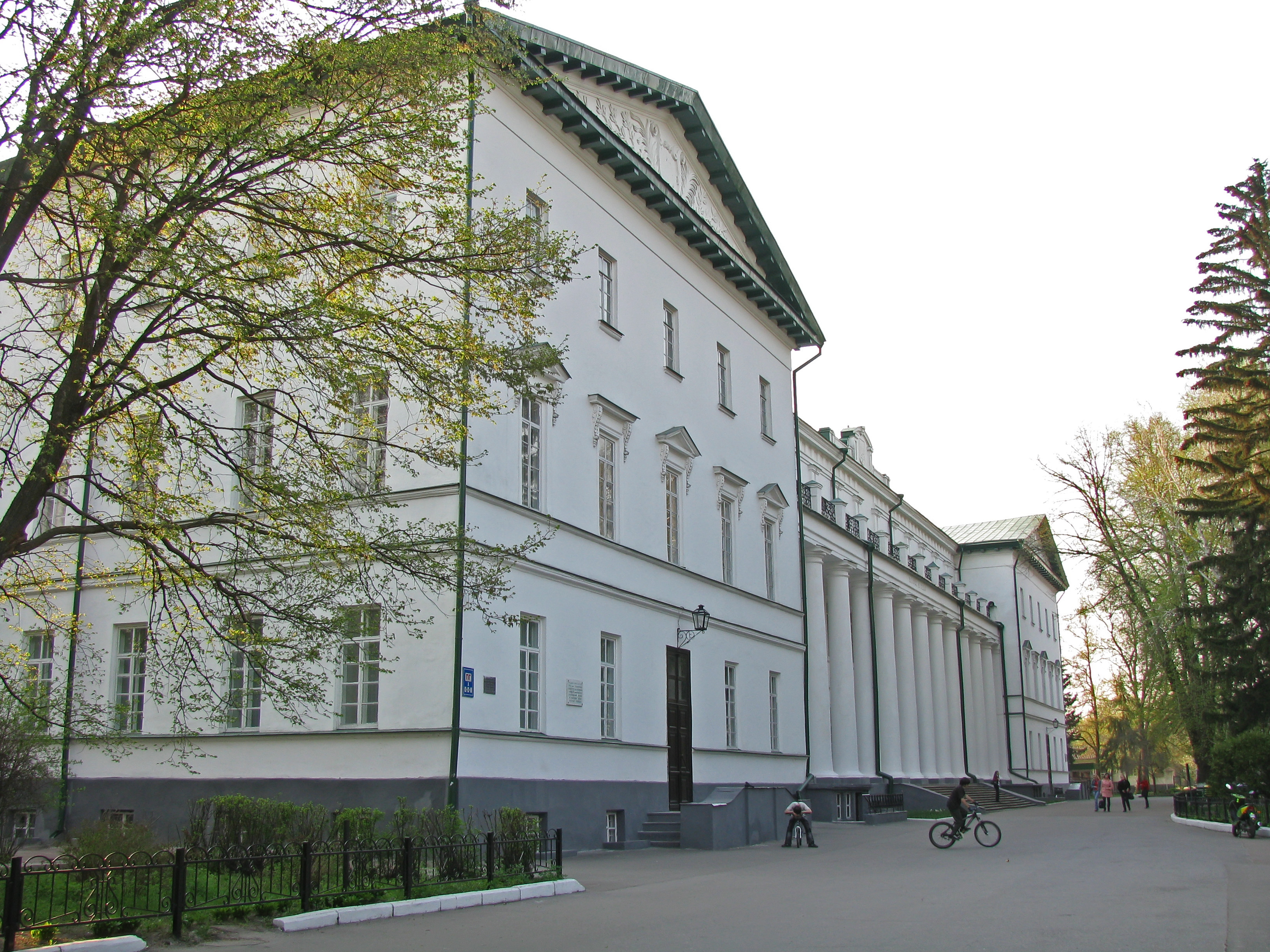
Старий корпус

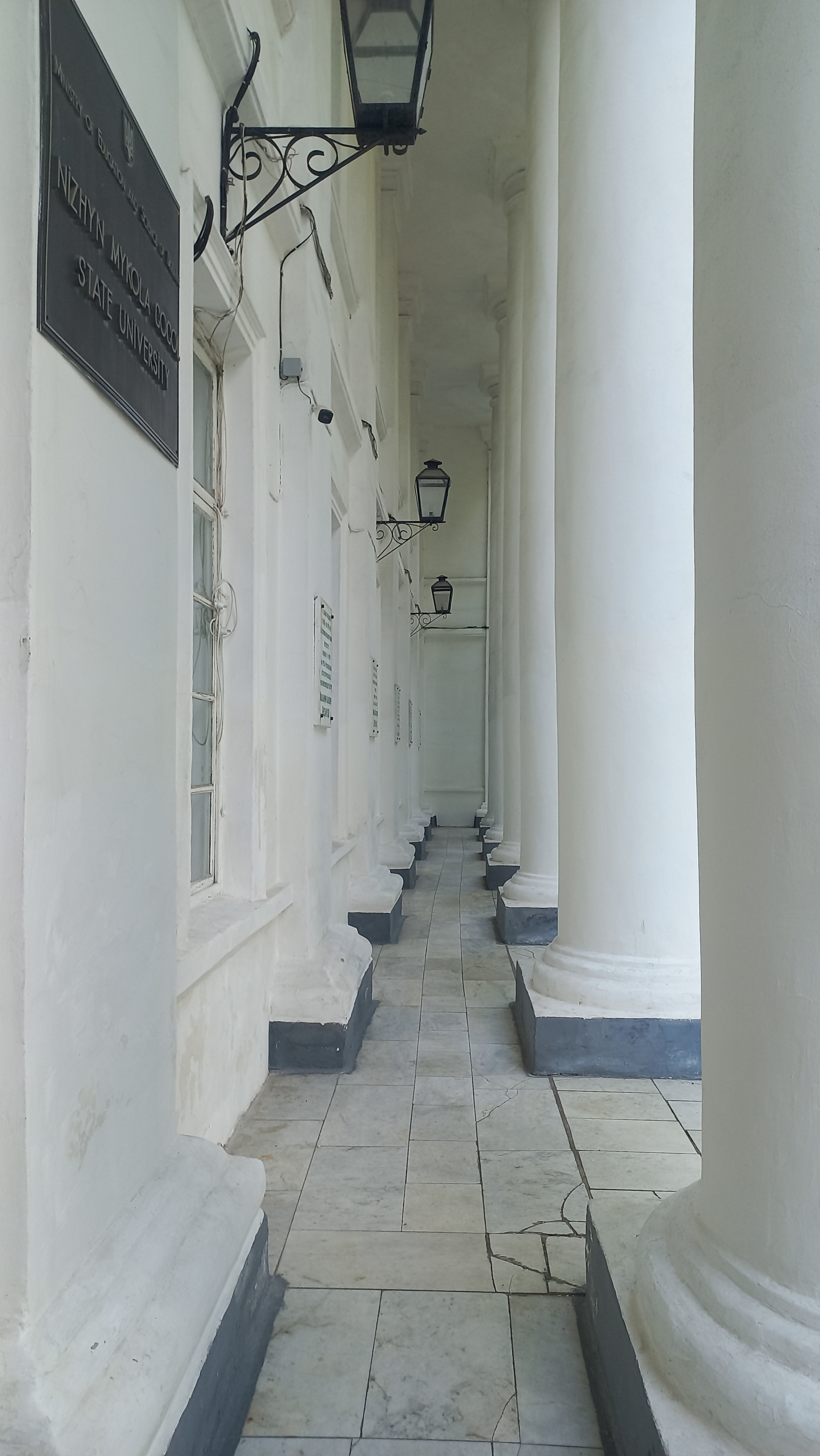
Колони Університету

Це монументальна триповерхова споруда з фасадом в 12 струнких білих колон. Корпус поставлено «покоєм», тобто літерою «П» у плані, головним фасадом на схід. Два триповерхові крила з'єднуються двоповерховим центральним об'ємом з колонадою. Зверху колонади розміщується суцільний балкон. Фланкуючі торці виступають непомітно, а тому будівля сприймається як єдиний масив. Ризаліти увінчано трикутними фронтонами з тонким ліпленням рослинного орнаменту в тимпані. Високі вікна на десять шибок надають споруді холодного й казенного вигляду, який посилюється відсутністю будь-яких архітектурних прикрас на видовжених бічних фасадах. Як за своєю загальною композицією, так і за характером деталей це зразок класичної архітектури.
У 1870-х над колонадою був надбудований аттиковий поверх, який з'єднав обидва триповерхові крила.

## Картинна галерея
В правому крилі старого корпусу три зали займає картинна галерея університету. Один із її залів присвячений творчості Сергія Шишка, який був частим гостем цього навчального закладу і протягом 1982—1984 подарував йому 36 власних творчих робіт. Це одне з найбільших державних зібрань живописних полотен цього художника. Унікальність даної колекції полягає в тому, що тут представлені картини різних етапів творчого зростання та розвитку митця. Є в колекції ранні роботи, присвячені Ніжинському вузу («Ніжинський педінститут», 1940, «Парк біля інституту влітку», 1939); картини 1950-1960-х («Дощ над Дніпром», «Весна», 1954, «Прояснюється», 1958), і полотна більш пізнього періоду («Над тихим Пслом», 1971, «У парку імені Ватутіна» 1975).

## Факультети
- філологічний
- історико-юридичний
- іноземних мов
- культури і мистецтв
- психології та соціальної роботи
- природничо-географічних і точних наук

## Видатні люди

### Випускники Ніжинської гімназії вищих наук
- Гоголь Микола (травень 1821 — червень 1828) — український прозаїк, драматург, поет, історик, фольклорист.
- Афанасьєв-Чужбинський Олександр — український та російський письменник, етнограф, фольклорист, історик, мовознавець.
- Гребінка Євген (в Ніжині він написав рядки відомого романсу «Очи черные») — письменник, педагог, видавець.
- Забіла Віктор — український поет-романтик.
- Кукольник Нестор — російський письменник українського походження першої половини XIX століття.
- Лазаревський Олександр — український історик і генеалог.
- Горонович Андрій — художник школи К. Брюллова.
- Мокрицький Аполлон — портретний живописець (1811—1871), учень К. Брюллова і А. Венеціанова.
- Де Бальмен Яків (вперше проілюстрував «Кобзар» Тараса Шевченка) — український художник-аматор, офіцер, автор кількох рукописних повістей, що за життя не були опубліковані, онук Антона де Бальмена.
- Тарновський Василь (старший) — український етнограф, історик права, громадський діяч, родом із Качанівки на Чернігівщині.
- Базилі Костянтин — російський сходознавець грецького походження, дипломат, письменник та історик.
- Редькін Петро — філософ права і педагог, геґельянець, представник лібералізму.
- Каталєй Василь (1816–1877) — учасник російсько-турецької війни 1877—1878 рр.
- Прокопович Микола Якович — поет, редактор першого 4-томного «Збори творів» М. Гоголя, його багаторічний кореспондент та близький друг.

### Випускники Фізико-математичного ліцею
- Сементовський Микола Максимович — український письменник, історик і краєзнавець. Член Імператорського Російського та Археологічного товариств, автор популярних книг про Київ.
- Сементовський Костянтин Максимович — український етнограф, фольклорист і літературний критик.
- Д. І. Журавський
- Собко Петро Іванович — російський інженер українського походження і вчений у галузі будівельної механіки та залізничної справи.

### Випускники Юридичного ліцею
- Францішек Казимирович Богушевич — білоруський поет, один з засновників нової білоруської літератури (навчався 1865 — 1868 рр.).
- Л. І. Глібов — байкар, поет і перекладач.
- Гербель Микола Васильович — російський поет, перекладач, редактор та видавець.
- Стравинський Федір Гнатович — український співак (випускник 1869 р.), батько композитора Ігоря Стравинського.
- Леонтович Федір Іванович — історик права, ректор Новоросійського університету у 1869—1877 рр. (випускник 1855 р.).
- Горб-Ромашкевич Феодосій Косьмич — правознавець та економіст.

### Випускники історико-філологічного інституту
- Волков Роман Михайлович — фольклорист, літературознавець.
- Даденков Микола Федорович — педагог і вчений.
- Демков Михайло Іванович — український педагог, теоретик, історик та популяризатор педагогіки.
- Державін Микола Севастьянович — радянський філолог-славіст та історик, академік АН СРСР (1931).
- Дубровський Василь Васильович — український громадський і релігійний діяч, історик.
- Казьмін Петро Михайлович — фольклорист, Народний артист СРСР.
- Карпеко Олександр Олександрович — ректор Київського університету (1924—1925).
- Карський Юхим Федорович — видатний білоруський мовознавець, філолог-славіст, палеограф, етнограф, академік Петербурзької (1916) та Російської (1917) Академії наук (згодом АН СРСР), дійсний член Академії наук СРСР (1925) та Чеської Академії наук (1929).
- Кириченко Ілля Микитович — український мовознавець, кандидат філологічних наук з 1945, член-кореспондент АН УРСР з 1951.
- Петровський Микола Неонович — радянський історик.
- Піятухович Михайло Миколайович — білоруський літературознавець, педагог.
- Рєзанов Володимир Іванович- літературознавець.
- Рябов Анатолій Павлович — ерзянський філолог, діалектолог фіно-угорських мов.
- Савченко Федір Якович — історик, літературознавець і публіцист родом з м. Хорол Полтавської губернії, дійсний член НТШ.
- Фастовська Іда Йосипівна — архівіст, філолог.
- Шандрук Павло Феофанович — видатний український військовий діяч, генерал-хорунжий Армії УНР, дійсний член НТШ.

### Випускники інституту народної освіти і педагогічного інституту

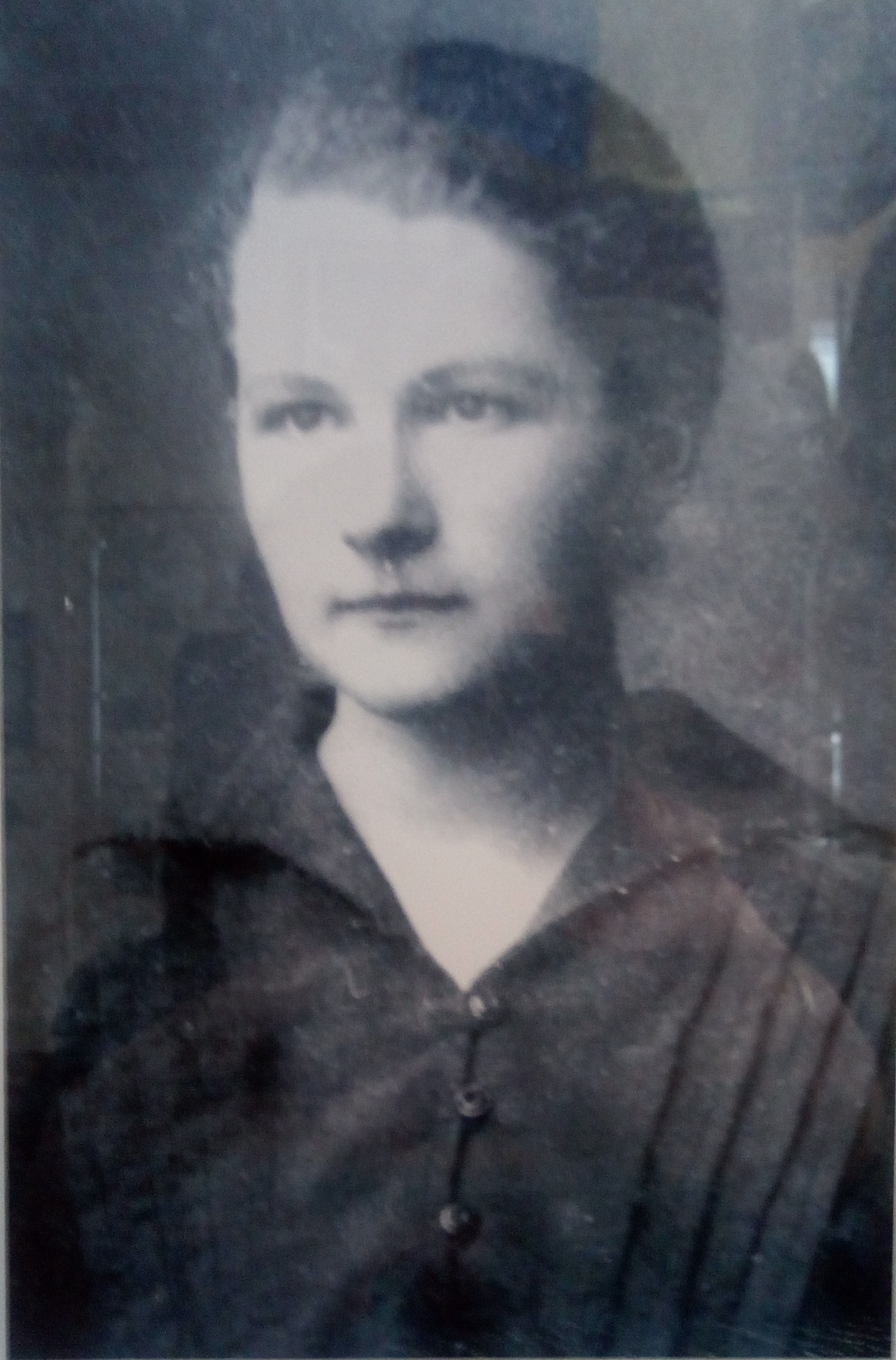
Олена Левковцева — перша дівчина-студентка Ніжинського інституту народної освіти у 1919 році

- Балашов Лев Сергійович — ботанік, доктор біологічних наук, професор.
- Гуцало Євген Пилипович — український письменник та журналіст.
- Дністровий Анатолій — український письменник, філософ, журналіст.
- Желіба Олександр Володимирович — український геральдист, педагог.
- Забарний Олександр Вадимович — український вчений-філолог, літературознавець, поет, прозаїк.
- Кошелівець Іван Максимович (справжнє прізвище Ярешко, 1907—1999, випуск 1930) — український літературознавець, літературний критик, публіцист, редактор, перекладач, мемуарист, громадський діяч.
- Левковцева Олена Олександрівна (1900—1988) — перша дівчина-студентка Ніжинського інституту народної освіти[5], вчителька.
- Москотін Леонід Павлович (1956—2015) — солдат Збройних сил України, учасник російсько-української війни.
- Одарченко Петро Васильович — український літературо- та мовознавець, критик, педагог, дійсний член УВАН та НТШ.
- Левін Борис Наумович — письменник.
- Шиян Кир Карлович — історик.
- Штепа Костянтин Теодосійович — український історик.
- Павелко Олексій Пилипович — філософ.
- Ольга Мак — українська письменниця, член Об'єднання українських письменників «Слово» і Національної спілки письменників України.
- Позичанюк Йосип Іванович — Держсекретар інформації і пропаганди в УДП, політичний керівник УПА, голова Бюро інформації УГВР, полковник УПА.
- Шарапановська Оксана Василівна — письменниця.

### Відомий студент
- Попович Владислав Миколайович

### Викладачі
- Бережков Михайло Миколайович
- Боголюбов Микола Михайлович
- Грот Микола Якович — російський філософ-ідеаліст, професор Московського університету, голова Московського психологічного товариства, перший редактор журналу «Питання філософії і психології».
- Дорохіна Любов Олексіївна  — українська диригентка, музична педагогиня.
- Дубравін Валентин Володимирович — кандидат мистецтвознавства, професор, етномузикознавець, композитор.
- Дубравіна Валентина Григорівна — українська музикознавиця, фольклористка.
- Кавунник Олена Анатоліївна — українська музикознавиця.
- Качановський Володимир Васильович
- Кедун Іван Станіславович — український археолог.
- Леп'явко Сергій Анатолійович — доктор історичних наук, професор, співзасновник і директор Сіверського інституту регіональних досліджень.
- Луняк Євген Миколайович — український науковець, історик, доктор історичних наук (2013), завідувач кафедри історії України Ніжинського державного університету імені Гоголя, професор. Дослдіник українсько-французьких історичних зв'язків. Учасник російсько-української війни у складі танкових військ Збройних Сил України.
- Люперсольський Петро Іванович — антикознавець, професор.
- Овдієнко Петро Павлович (14 травня 1959 — 11 вересня 2009) — історик, фахівець в галузі дослідження подій Української революції 1917—1921 рр.
- Петр В'ячеслав Іванович — український і чеський філолог, музичний теоретик, композитор та музичний письменник. В 1908—1917 роках працював професором Історико-філологічного інституту.
- Пінчук Степан Петрович — доцент кафедри української літератури (1973—1977), доктор філологічних наук
- Плаушевська Олена Володимирівна  -  учений-філолог, кандидат філологічних наук, журналістка, краєзнавець.
- Повод Марко Іванович (1910—1985) — український педагог і науковець, кандидат філософських наук, доцент, викладач (1935—1963) Ніжинського державного педагогічного інституту ім. М. В. Гоголя, декан факультету мови і літератури, зав. кафедрою філософії, ректор (1954—1963).
- Пономаренко Олександр Іванович — український науковець-прикладний математик, соросівський професор, доцент кафедри прикладної математики та інформатики.
- Ричка Володимир Михайлович
- Рубель Вадим Анатолійович
- Самойленко Григорій Васильович — доктор філологічних наук, професор.
- Тихомиров Павло Васильович  — ректор Ніжинського інституту народної освіти.

## Співпраця з Громадською організацією «Вікімедіа Україна»

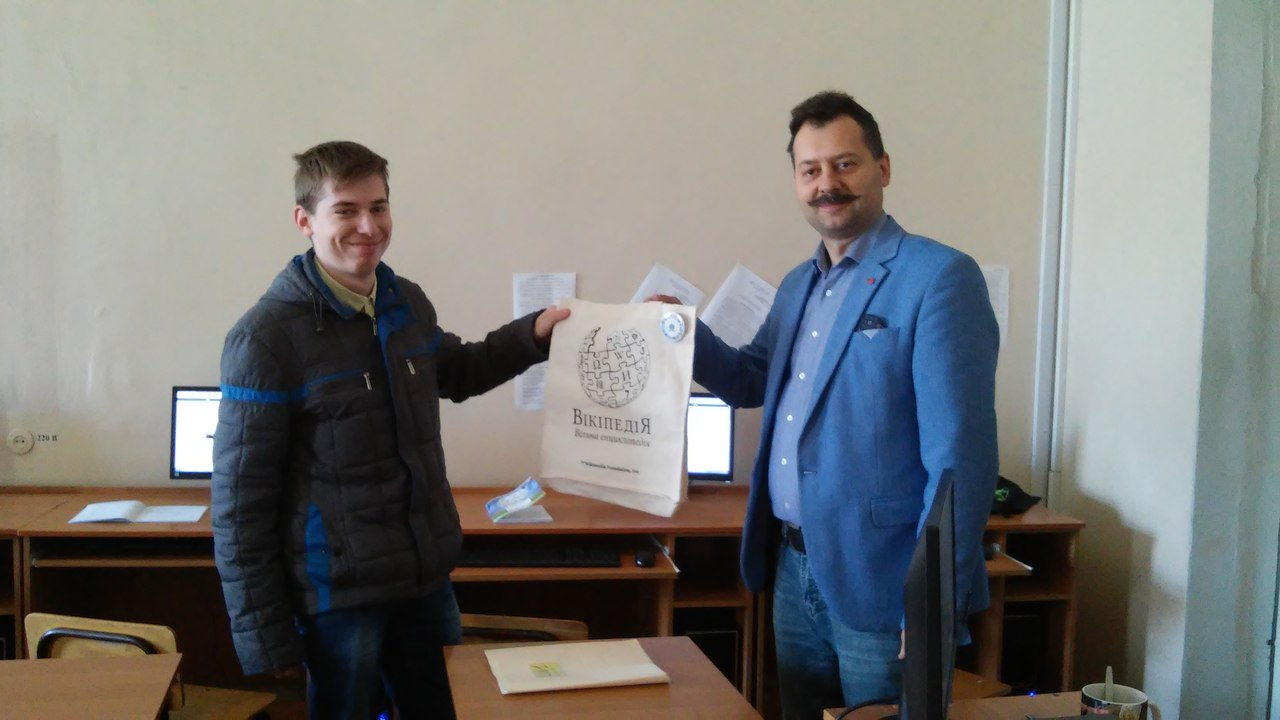
Вручення подарунку університетського конкурсу статей Вікіпедії за 2016-17 навчальний рік магістру Володимиру Барову

Вікіпроєкт «НДУ ім. Миколи Гоголя» створено для координації співпраці спільноти української Вікіпедії, викладачів та студентів НДУ ім. Миколи Гоголя та ГО «Вікімедіа Україна»
28 грудня 2012 між Ніжинським державним університетом імені Миколи Гоголя та ГО «Вікімедіа Україна» було підписано меморандум про співпрацю спрямований, зокрема, на поширення серед викладачів університету форми самостійної роботи студентів у Вікіпедії (замість написання рефератів).

## Студентське самоврядування
В університеті активно функціонують студентська рада, розвивають таланти молоді різноманітні гуртки та клуби.
На історико-юридичному факультеті діє Історичний науково-дискусійний клуб (ІНДК).